# Axel Henry Hansen
Axel (Aksel) Henry Hansen, född 25 juni 1887, död 4 januari 1980, var en norsk gymnast.
Hansen tävlade för Norge vid olympiska sommarspelen 1912 i Stockholm, där han var med och tog brons i lagtävlingen i svenskt system. 